# Совет министров Колумбии
Совет министров Колумбии — высший орган исполнительной власти Колумбии при президенте страны.

## Кабинет министров

### Глава правительства
- Президент — Иван Дуке Маркес (исп. Iván Duque Márquez).
- Вице-президент — Марта Люсия Рамирес (исп. German Vargas Lleras).

Структура правительства Колумбии

Состав действующего Совета министров Колумбии:
| Логотип | Министерство | Министр                                                        | Фото | Время в должности | Время в должности |
| ------- | --- | -------------------------------------------------------------- | ---- | ----------------- | ----------------- |
|         | Министерство внутренних дел (Ministerio del Interior)                                                                     | Даниел Паласио (Daniel Palacios)                               |      | 22 декабря 2020   |                   |
|         | Министерство экологии и устойчивого развития (Ministerio de Ambiente y Desarrollo Sostenible)                             | Карлос Эдуардо Корреа (Carlos Eduardo Correa)                  |      | 4 октября 2020    |                   |
|         | Министерство горнодобывающей промышленности и энергетики Колумбии (Ministerio de Minas y Energía)                         | Диего Меса Пуйо (Diego Mesa Puyo)                              |      | 1 июля 2020       |                   |
|         | Министерство жилищно-коммунального хозяйства и развития территорий Колумбии (Ministerio de Vivienda, Ciudad y Territorio) | Джонатан Малагон (Jonathan Malagón)                            |      | 7 августа 2018    |                   |
|         | Министерство иностранных дел (Ministerio de Relaciones Exteriores)                                                        | Марта Люсия Рамирес (María Victoria Angulo)                    |      | 19 мая 2020       |                   |
|         | Министерство информационных технологий и связи (Ministerio de Tecnologías de la Información y las Comunicaciones)         | Карен Абудинен (Karen Abudinen)                                |      | 4 мая 2020        |                   |
|         | Министерство культуры (Ministerio de Cultura)                                                                             | Марина Гарсес Кордоба (Mariana Garces Cordoba)                 |      | 7 августа 2010    |                   |
|         | Министерство национальной обороны (Ministerio de Defensa Nacional)                                                        | Диего Молано Апонте (Diego Molano Aponte)                      |      | 1 февраля 2021    |                   |
|         | Министерство национального образования (Ministerio de Educación Nacional)                                                 | Мария Виктория Ангуло (María Victoria Angulo)                  |      | 7 августа 2018    |                   |
|         | Министерство здравоохранения и социальной защиты (Ministerio de Salud y de Protección Social)                             | Фернандо Руис Гомес (Fernando Ruiz Gomez)                      |      | 3 марта 2020      |                   |
|         | Министерство труда Колумбии (Ministerio de Trabajo)                                                                       | Анжель Кустодио Кабрера (Ángel Custodio Cabrera)               |      | 27 февраля 2020   |                   |
|         | Министерство сельского хозяйства и городского развития (Ministerio de Agricultura y Desarrollo Rural)                     | Родольфо Энрике Зиа (Rodolfo Enrique Zea)                      |      | 19 февраля 2021   |                   |
|         | Министерство коммерции, промышленности и туризма (Ministerio de Comercio, Industria y Turismo)                            | Мария Химена Ломбана (Maria Ximena Lombana)                    |      | 19 мая 2021       |                   |
|         | Министерство транспорта (Ministerio de Transporte)                                                                        | Анжела Мария Орозко (Ángela María Orozco)                      |      | 7 августа 2018    |                   |
|         | Министерство финансов и государственного кредита (Ministerio de Hacienda y Crédito Público)                               | Хосе Мануэль Рестрепо Абондано (José Manuel Restrepo Abondano) |      | 3 мая 2021        |                   |
|         | Министерство юстиции и права Колумбии (Ministerio de Justicia y Derecho)                                                  | Вилсон Руис Орехуэла (Wilson Ruiz Orejuela)                    |      | 5 октября 2020    |                   |
|         | Министерство науки и технологии, инновации Колумбии (Ministerio de Ciencia, Tecnología e Innovación)                      | Тито Хосе Криссин (Tito José Crissien)                         |      | 4 июня 2021       |                   |
|         | Министерство спорта Колумбии (Ministerio del Deporte)                                                                     | Гильермо Эррера Кастано (Guillermo Herrera Castaño)            |      | 17 июня 2021      |                   |

## История

### XIX век
В соответствие с Конституцией 1821 года Симон Боливар создал кабинет, состоящий из четырех секретариатов:
- Секретариат внутренних дел
- Секретариат внешних отношений
- Военный и военно-морской секретариат
- Секретариат финансов и государственного кредита

Со временем функции некоторых секретариатов были переданы новым институциям. В середине 19 века, когда был создан Секретариат по торговле, этой функции лишился Секретариат внешних отношений, который в свою очередь был переименован в Министерство иностранных дел.
В 1886 году президент Рафаэль Нуньес изменил их наименование с секретариатов на министерства и создал новые, поэтому в начале 20-го века, после Тысячедневной войны, Совет министров состоял из:
- Министерство правительства
- Министерство юстиции
- Министерство иностранных дел
- Военное министерство
- Министерство финансов
- Министерство образования

Министерство торговли было расформировано; его функции были переданы Министерству финансов.

### XX век
1990-е годы
- 1991 — Создано Министерство внешней торговли.
- 1992 — Министерство общественных работ и транспорта переименовано в Министерство транспорта.
- 1993 — Министерство юстиции переименовано в Министерство юстиции и права.
- 1993 — Создано Министерство окружающей среды.
- 1996 год — Министерство правительства переименовано в Министерство внутренних дел.
- 1997 — Создано Министерство культуры.

Министерства к концу XX века
- Министерство внутренних дел
- Министерство финансов и государственного кредита
- Министерство юстиции и права
- Министерство национальной обороны
- Министерство здравоохранения и социального обеспечения
- Министерство труда
- Министерство сельского хозяйства и развития сельских районов
- Министерство внешней торговли
- Министерство национального образования
- Министерство горнорудной промышленности и энергетики
- Министерство транспорта
- Министерство связи
- Министерство охраны окружающей среды
- Министерство экономического развития
- Министерство культуры

### XXI век
2000-е
Во время первой администрации президента Альваро Урибе Конгресс и Президент приняли Закон 790 от 2002 года, который изменил существующие министерства путем слияния и сокращения их числа до 13. В соответствии со статьей 7, в порядке очередности министерства были сформированы следующим образом:
- Министерство внутренних дел и юстиции
  - Слияние Министерства юстиции и права с Министерством внутренних дел.
- Министерство иностранных дел
- Министерство финансов и государственного кредита
- Министерство национальной обороны
- Министерство сельского хозяйства и развития сельских районов
- Министерство социальной защиты
  - Объединение Министерства труда и социального обеспечения с Министерством здравоохранения.
- Министерство горнодобывающей промышленности и энергетики
- Министерство торговли, промышленности и туризма
  - Слияние Министерства внешней торговли с Министерством экономического развития.
- Министерство национального образования
- Министерство окружающей среды, жилищного строительства и территориального развития
  - Министерство охраны окружающей среды усилено и ему поручены вопросы питьевой воды, землепользования, санитарии и развития сельских районов.
- Министерство связи
- Министерство транспорта
- Министерство культуры
- 2009 — Принятым 30 июля 2009 года Законом 1341 от 2009 года Министерство связи было преобразовано в Министерство информационных технологий и связи.

2010-е
- 2011 год — Министерство внутренних дел и юстиции вновь разделено на Министерство внутренних дел и Министерство юстиции и права.
- 2011 — Министерство окружающей среды, жилищного строительства и территориального развития разделено на Министерство окружающей среды и устойчивого развития и Министерство жилищного строительства, городов и территорий.
- 2011 год — Министерство социальной защиты разделено на Министерство труда и Министерство здравоохранения и социальной защиты.

## Структура
Во главе правительства находится Президент Республики. Также в его состав входят вице-президент, 18 министерств и 6 административных департаментов, чьи министры и директора назначаются Президентом. Согласно статье 203 Конституции Колумбии, при отсутствии президента правительство возглавляет вице-президент.